# Конатківці
Кона́тківці — село в Україні, у Шаргородській міській громаді Жмеринського району Вінницької області. Населення становить 691 осіб станом на травень 2014 року.

## Історія
12 червня 2020 року відповідно до Розпорядження Кабінету Міністрів України № 707-р «Про визначення адміністративних центрів та затвердження територій територіальних громад Вінницької області» увійшло до складу Шаргородської міської громади.
19 липня 2020 року, в результаті адміністративно-територіальної реформи та ліквідації Шаргородського району, село увійшло до складу Жмеринського району Вінницької області.
Найдавнішим документом, що засвідчує наявність населення у цій місцевості, є дарча грамота литовського князя Вітовта від 5 травня 1393 року своєму слузі Василю Карачевському.
Село вперше згадується у далекому XY столітті й носило назву «Кунатовці» Свою назву село одержало, як і багато інших подільських сіл, від прізвища його власника. За архівними даними землями, де знаходиться село, володів рід місцевих шляхтичів Кунатовських.

## Географія
У селі бере початок річка Устриця, ліва притока Дерли.

## Пам'ятки
- Джерело «Федірчик» — гідрологічна пам'ятка природи місцевого значення.
- Джерело «Південне вікно» — гідрологічна пам'ятка природи місцевого значення.

## Особистості
- Ісько Анастасія Андріївна — українська поетеса.
- Пшук Іван Опанасович — краєзнавець, кандидат історичних наук, доцент.
- Тимошенко Володимир Андрійович — український правоохоронець.